# 美國駐印度大使館
美利堅合眾國駐印度大使館（英語：Embassy of the United States, New Delhi）是美利堅合眾國駐印度共和國首都新德里的外交领馆。大使館由美國駐印度大使領導。大使館建築群位於新德里外交飛地Chanakyapuri的一塊28英畝的土地上，大部分大使館都在這裡。大使館也兼辖美國—不丹關係之相關館務，因为美國與不丹沒有正式關係。